# Adem Demaçi
Adem Demaçi (ur. 26 lutego 1936 w Prisztinie, zm. 26 lipca 2018 tamże) – kosowski pisarz i polityk, więzień polityczny. 
Ukończył studia w szkole pedagogicznej w Skopju, studiował także na uniwersytecie w Belgradzie. Po studiach podjął pracę w wydawnictwie Rilindja w Prisztinie. W 1958 został po raz pierwszy aresztowany i skazany na trzy lata więzienia. Po wyjściu z więzienia zaczął działać w nielegalnej organizacji zmierzającej do połączenia Albanii z Kosowem. Ponownie aresztowany w 1964 i skazany na 15 lat więzienia. Zwolniony z więzienia w 1974, rok później ponownie aresztowany za działalność separatystyczną i po raz kolejny skazany na 15 lat więzienia. Więziony łącznie przez 28 lat za wystąpienia przeciwko represjonowaniu mniejszości albańskiej w Jugosławii oraz za krytykę komunizmu i reżimu Josipa Broza Tity. W trakcie uwięzienia był uznawany przez Amnesty International za więźnia sumienia. Po zwolnieniu był przewodniczącym Rady ds. Obrony Praw Człowieka i Podstawowych Wolności. W 1992 otrzymał przyznaną przez Parlament Europejski prestiżową Nagrodę Sacharowa. Był nominowany do Pokojowej Nagrody Nobla w 1993. Laureat Pokojowej Nagrody Rektorów Europy przyznawaną przez Uniwersytet Complutense w Madrycie (1994). W 2016 otrzymał honorowe obywatelstwo Tirany.
Adem Demaci był politycznym przedstawicielem Armii Wyzwolenia Kosowa (UÇK) w okresie 1998/1999. Pozostał w Kosowie w trakcie całej wojny. 

## Dzieła wybrane
- 1958 Gjarpinjtë e gjakut (powieść)
- 1990 Kur Zoti harron (opowiadania)
- 1994 Libër për Vet Mohimin (powieść)
- 2002 Tung, vargu im
- 2006 Hali dhe Mimoza
- 2007 Dashuria kuantike e Filanit